# Liolaemus buergeri
Liolaemus buergeri — вид ігуаноподібних ящірок родини Liolaemidae. Мешкає в Аргентині і Чилі. Вид названий на честь німецького зоолога Отто Бюргера.

## Поширення і екологія
Liolaemus buergeri мешкають в Андах, на території аргентинських провінції Мендоса і Неукен та на території чилійського регіону Мауле. Вони живуть серед скель, місцями порослих чагарниками. Зустрічаються на висоті від 1500 до 3000 м над рівнем моря. Є всеїдними і живородними.